# Gmina Syców
Die Gmina Syców ['sɨʦuf] ist eine Stadt- und Landgemeinde im Powiat Oleśnicki der Woiwodschaft Niederschlesien in Polen. Ihr Sitz ist die Stadt Syców (deutsch Groß Wartenberg, vormals auch Polnisch Wartenberg) mit etwa 10.400 Einwohnern.

## Geographie
Die Gemeinde liegt etwa 40 Kilometer nordöstlich von Breslau. Nachbargemeinden sind Międzybórz im Norden, Kobyla Góra sowie Perzów im Osten, Dziadowa Kłoda im Süden, Twardogóra im Westen und Oleśnica im Nordosten.
Das Gemeindegebiet gehört zu Niederschlesien und liegt im Katzengebirge. Zu den Gewässern gehört die Młyńska Woda (Polnisches Wasser), ein Zufluss des Barycz (Bartsch).

## Geschichte
Die Landgemeinde Syców wurde 1973 aus Gromadas gebildet. Stadt- und Landgemeinde Syców wurden 199/1991 zur Stadt- und Landgemeinde vereinigt. Ihr Gebiet kam 1975 von der Woiwodschaft Breslau zur Woiwodschaft Kalisz, der Powiat Sycowski wurde aufgelöst. Zum 1. Januar 1999 kam die Gemeinde zur Woiwodschaft Niederschlesien und zum Powiat Oleśnicki.

## Gliederung
Zur Stadt- und Landgemeinde Syców gehören die Stadt selbst und in folgende Dörfer (deutsche Namen, amtlich bis 1945) mit Schulzenamt:
- Biskupice (Bischdorf)
- Drołtowice (Rudelsdorf)
- Działosza (Ottendorf)
- Gaszowice (Görnsdorf)
- Komorów (Kammerau)
- Nowy Dwór (Karolinsburg)
- Stradomia Wierzchnia (Ober Stradam)
- Szczodrów (Schollendorf)
- Ślizów (Schleise)
- Wielowieś (Langendorf)
- Wioska (Mühlenort)
- Zawada (Dyhrnfeld)

## Verkehr
Südlich des Hauptorts verläuft die Schnellstraße S8.
Die Bahnhöfe Syców und Stradomia (in Stradomia Wierzchnia) bestanden an der Bahnstrecke Herby–Oleśnica, der Bahnhof Syców und die Station Ślizów an der Bahnstrecke Syców–Bukowa Śląska.

## Persönlichkeiten
- Calixt Biron von Curland (1817–1882), Offizier und Mitglied des Preußischen Herrenhauses; geboren in Schleise.